# Acanthaeschna victoria
Acanthaeschna victoria – gatunek ważki z rodziny żagnicowatych (Aeshnidae); jedyny przedstawiciel rodzaju Acanthaeschna. Jest endemitem Australii, występuje na jej wschodnich wybrzeżach.

## Systematyka
W 1883 roku Edmond de Sélys Longchamps opisał takson Acanthaeschna jako podrodzaj rodzaju Aeschna. Zaliczył do niego dwa nienazwane wcześniej gatunki: victoria i unicornis, jednak nie opisał żadnego z nich, w związku z czym nazwy te uznano za nomen nudum. W 1901 roku René Martin opisał te dwa gatunki pod nazwami użytymi przez Sélysa i zgodnie z zasadami Międzynarodowego kodeksu nomenklatury zoologicznej to Martin uznawany jest za autora ich nazw naukowych, zaś Sélys pozostaje autorem tylko nazwy rodzaju. Takson unicornis został później przeniesiony do rodzaju Austroaeschna jako Austroaeschna unicornis, tak więc rodzaj Acanthaeschna według aktualnej wiedzy jest monotypowy.